# Kalotaszegi varrottas

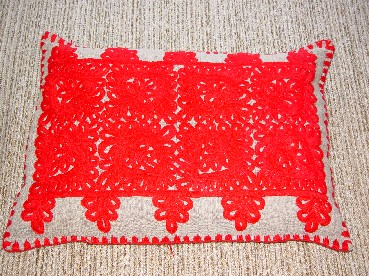
Írásos párna

A kalotaszegi varrottas nevét Kalotaszeg tájegységről kapta, amely Erdélyben a Kalota patak mentén és a Körös szegletében mintegy 34 falut egyesít. Itt készültek a másként írásosnak is  nevezett lendületes vonalvezetésű kalotaszegi hímzések. Kalotaszeg az erdélyi magyarság hímzésekben leggazdagabb vidéke a sokféle hímzőtechnikát, a hímzett holmi mennyiségét és a hímzés kivitelezését illetően.

## Története
Írásos hímzéssel először a konfirmálásra készült női vállfűs ingeket díszítették, a rajtuk található régi minták tanúsága szerint.
Az írásos hagyományos színei – a funkciónak és használójának kora szerint - a piros, fekete, valamint sötétkék. Egy munkadarabot egy színnel varrtak ki. 

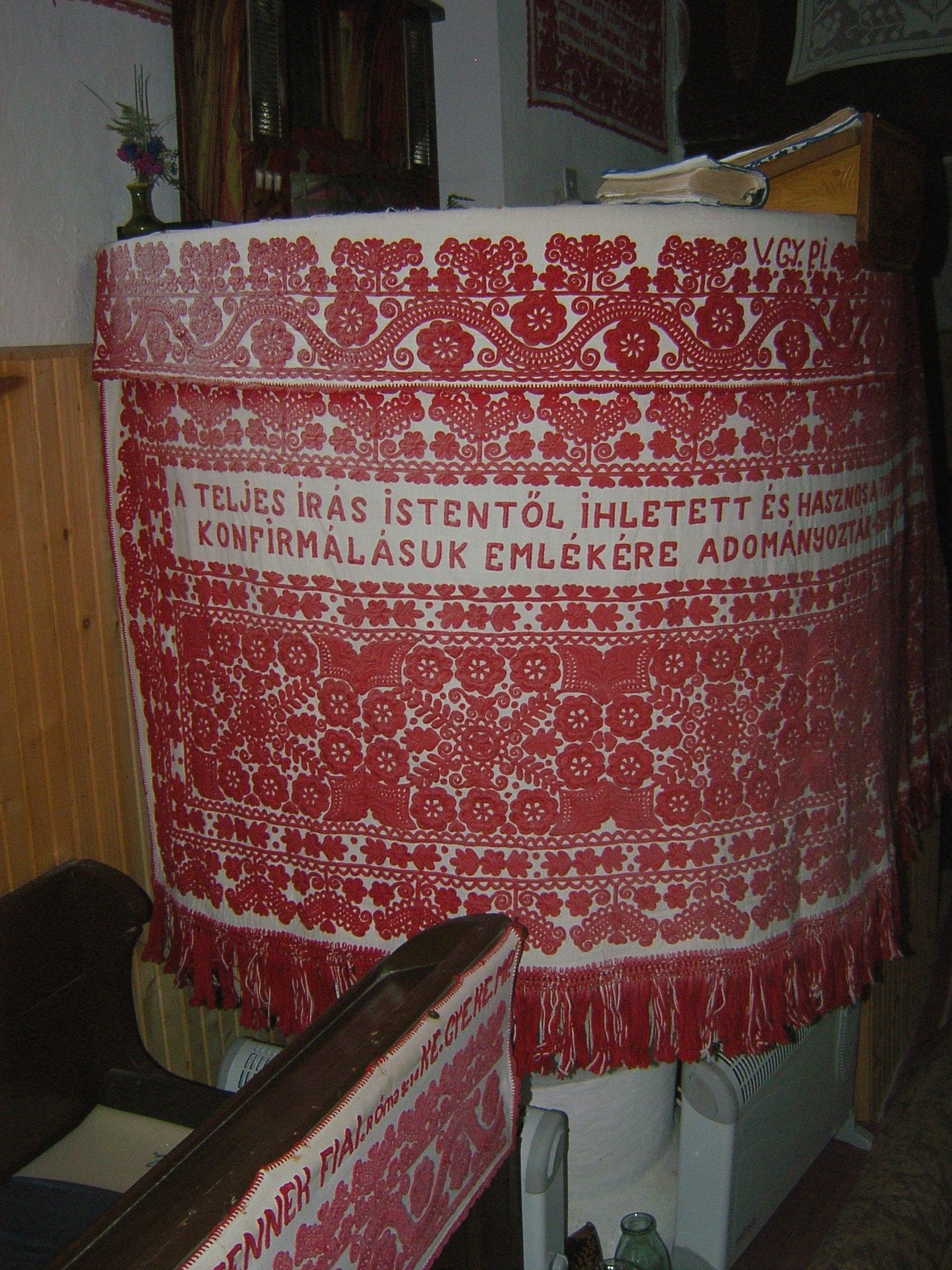
Jákótelki írásos hímzés

A második világháborút követően a vállfűs ingek használata és emiatt a készítése is szinte megszűnt. Az írásos hímzés fokozatosan átkerült a párnákra, lepedőkre, terítőkre, kendőkre, de díszítettek írásossal falvédőt, ágyterítőt és szinte mindent.
Az elnevezés onnan ered, hogy az íróasszonyok előrajzolták, írták a hímezni való mintát a vászonra. A 6–9 mm szélességű zsinórokból álló kalotaszegi nagyírásos (a keskenyebb kisírásos napjainkra már eltűnt), színeiben, motívumaiban hasonlóságot mutat a mezőségi, a torockói és az udvarhelyi hímzésekkel, mégis különbözik tőlük, szakértők szerint Ázsiában találhatóak hasonló technikával készült hímzések.

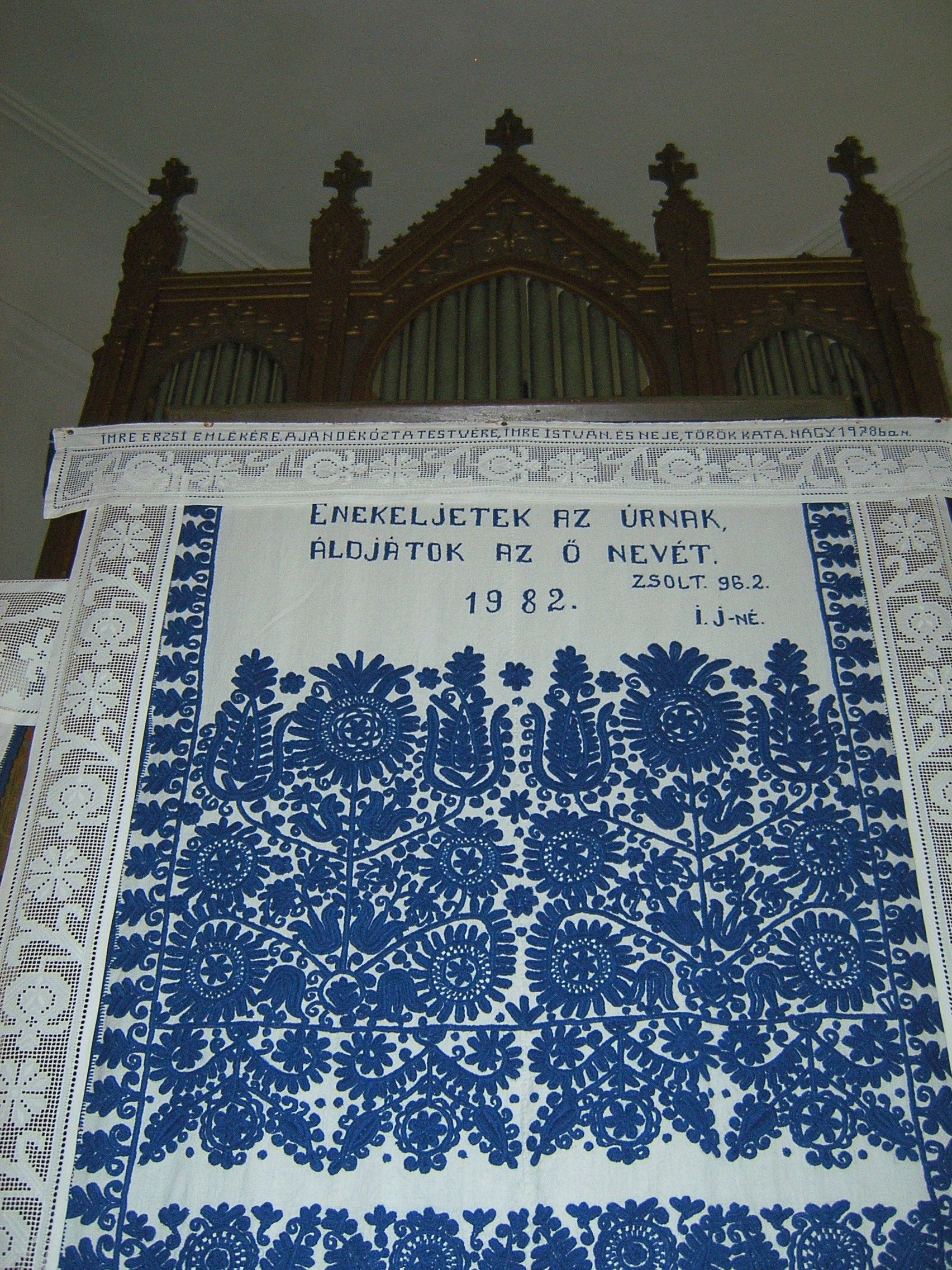
Magyargyerőmonostori írásos hímzés

Az írásos varrottas legjellemzőbb alapanyaga a kendervászon vagy pamutos vászon (kreppszerű és tartós fodorvászon) volt, mely elkészítési módjáról kapta a nevét. A kenderfonalból készült vásznat májusban verték a patakban, amitől azon apró ráncok, fodrok képződtek. Ma már természetesen fodorvásznat nem készítenek, így a varrottasok durvább kendervászonra, vagy egyéb a forgalomban kapható vászonra készülnek.
A régen használt, növényi festékkel színezett házicérnát (len, kender) vagy szőrfonalat (kecske vagy juhgyapjú) is régen felváltotta már a bolti pamut vagy műszál cérna.

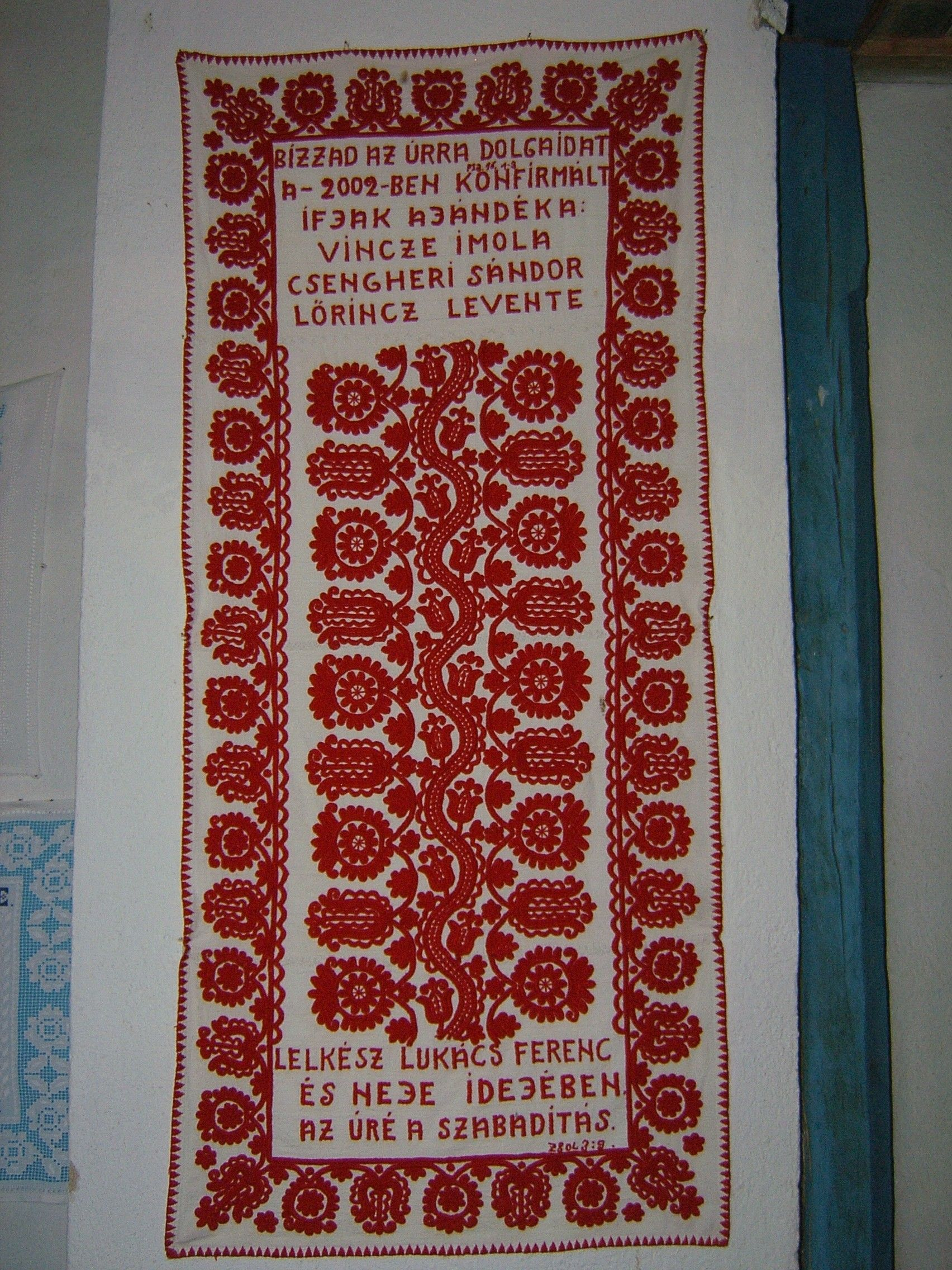
Magyarvalkói írásos hímzés

Az íráshoz használt koromlébe mártott madártoll helyett is tintával töltött tollal dolgoznak. Az ismétlődő motívumokhoz papír vagy műanyag sablont készítenek, hogy azok egyformák legyenek. 
A legbonyolultabb motívumok is alapelemekből tevődnek össze (zsinór-„sinyór”, tyúkszem, kerek csipke, majoránna). A motívumok között találunk növény-motívumokat (rózsa, tulipán, páfrány, makk, életfa, gyöngyvirág), tárgymotívumokat (kosár, cserép, csillag, címer, kocka), valamint állatmotívumokat (madár, kígyó, pillangó stb.).
A szakirodalom felépítésük szerint csoportosítja a különböző motívumokból álló mintákat.
„Az írásos munkát a láncöltés-családba tartozó kis- vagy nagyírásos hímzőöltéssel varrják ki. Ezek a láncöltésnél szélesebbek, lapos zsinórhoz hasonlítanak (ezért zsinór-varrásnak is nevezik), minélfogva nagyobb területet fednek be.” 
A kalotaszegi nemesi kúriák református hitű úrnői sok terítővel gazdagították a környékbeli templomokat. Ezen terítők alapanyaga selyem, hímzőfonala ezüst és arany, motívumkincse szélesebb skálájú mint a népi hímzéseké. A hímzés elnevezése: úri hímzés.

## Fajtái[1]
- szélvonásos[1]

Rendszerint anyagszélek szegésére használt áttöréses technika. A vászonanyag szélével párhuzamosan pár szálat a vászonból kihúznak, az anyag szélét behajtják, úgy, hogy a hajtás a szálhúzáshoz érjen. A munka visszáján mindig azonos számú szálat vesznek balról jobbra a tűre, a szálat áthurkolják és a szegést apró öltésekkel megerősítik.
- vagdalásos

Vászonneműek áttöréses díszítésmódja. A szálakat mindkét irányban úgy húzzák ki, hogy ezáltal négyzetek keletkezzenek. Az elvágott szálak végződéseit apró laposöltésekkel varrják le. A megmaradt szálcsomókat átcsavarják. Az így áttört négyzetek közepét gyakran átcsavart kereszttel díszítik.
- laposöltés[1]

Két pontot összekötő egyenes sima öltés; egyik ponton tűvel az anyag színére felszúrnak s egy másik ponton az anyag visszájára leöltenek. Különféle változatait az öltések iránya és egymáshoz való helyezkedése szabja meg, valamint az, hogy szálszámolás után varrták-e vagy sem. Van ferde, átlós (diagonális) laposöltés, egyenes laposöltés és egymásba nyúló laposöltés.
- szélenvarrott öltés[1]

Keresztöltésnek az a változata, amely a hímzőfonal keresztezésével és az alapanyag szálainak számolásával készül. Az egyszerű keresztszemtől abban különbözik, hogy két négyzet helye nem négy, hanem három öltéssel van kivarrva következőképpen: az első négyzetbe egyszerű keresztszemet varrnak, ennek bal oldali alsó pontjából felöltenek és az öltést átlósan a második négyzet jobb felső sarkán öltik le. Ezt a hosszú öltést a második négyzetben visszafelé egy rövid átlós öltés keresztezi, amit a második négyzet bal alsó pontjából felöltött hosszú átlós öltés követ. Így valamennyi hosszú átlós öltés egy irányban halad. A sor végétől a második sort visszafelé haladva varrják, így a hosszú öltések az elsővel ellenkező irányúak lesznek. Sorvarrásra és felületkitöltésre használják.
- rececsipke[1]
- darázsolás[1]
- szűcshímzés[1]

## Meghatározó egyéniségek
- Gyarmathy Zsigáné az 1885. évi országos kiállításon bemutatott egy teljes kalotaszegi szobát. Ekkor már nemigen készítettek kézimunkákat, így a kiállítás anyagát a ládák mélyén található varrottasok adták, ami arra enged következtetni, hogy a textíliák már akkor több generációsak voltak.

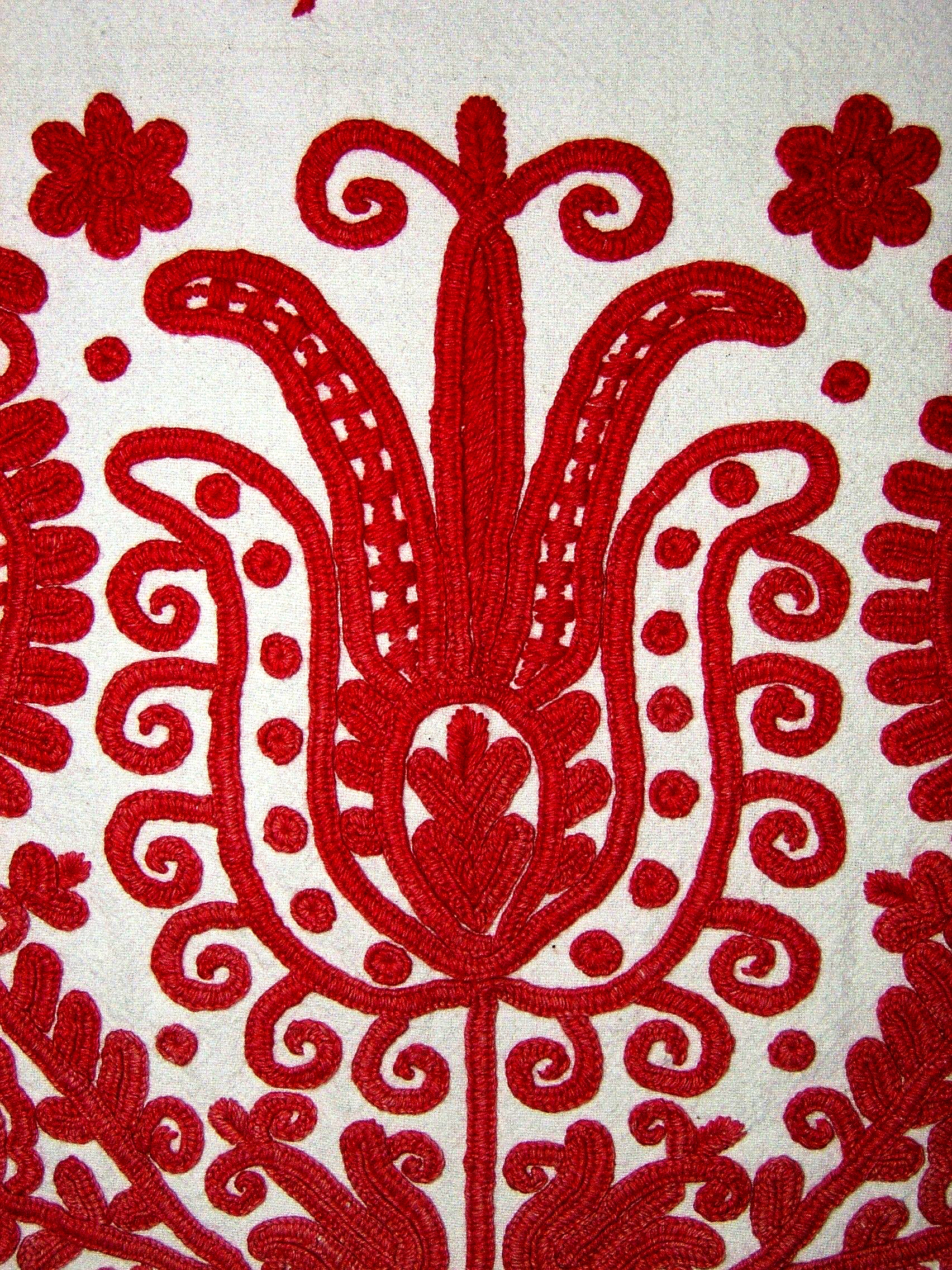

- Jankó János néprajztudós nagy súlyt helyezett az általa vizsgált területek lakosságának életmódja, viselete, építkezése, és kisebb mértékben szokásai és folklórja tanulmányozására.  1892-ben jelent meg néprajzi tanulmánya Kalotaszeg magyar népe címmel.
- Malonyai Dezső magyar népművészetet bemutató könyvének első kötetében, az 1907-ben megjelent A kalotaszegi magyar nép művészete című munkájában foglalkozik az írásos hímzésekkel, sok rajzot és fényképet közöl.
- Kónya Gyuláné Schéfer Teréz lendítette ki a kalotaszegi varrottasokat az első világháborút követő népművészeti hanyatlásból. A magyarvalkói református lelkész felesége, összegyűjtötte a régi textíliákat, lejegyezte a kazettás mennyezetfestmények és „úri-hímzés” mintákat és ezek alapján alkotta meg mintáit, melyet aztán kivarratott a hozzáértő asszonyokkal.
- Vince Zsebe Kata 1886-ban született és több mint ötven éven át írta a többnyire tanítójától, Kónyánétól átvett mintákat. A kalotaszentkirályi születésű Vince Zsebe Kata Magyarvalkóra házasodott és gyermekei nem lévén egész életét az írottasoknak szentelte. Halála előtt, 1972–1973-ban átengedte írásait lemásolásra, így azok - sok már íróasszony tudományától eltérően - fennmaradhattak.

A második világháborút követő átmeneti hanyatlás után ismét fellendül a kalotaszegi népművészet és köztük is a varrottasok iránti érdeklődés.
Különösen a városi emberek keresik a varrottast. A falusi asszonyok elkezdtek eladásra varrni, de ezek már silányabb anyagokból készülnek, kevésbé munkaigényes mintákkal, nem eredeti formákat alkalmazva.